# حارة سنع السفلى (صنعاء)
حارة سنع السفلى هي إحدى حارات حي سنع السفلى بضواحي الأمانة مديرية سنحان وبني بهلول، بلغ تعداد سكانها 852 نسمة حسب تعداد اليمن لعام 2004.